# Karl Georg Albrecht Ernst von Hake
Karl Georg Albrecht Ernst von Hake (8 de agosto de 1768-9 de mayo de 1835) fue un general prusiano y Ministro de Guerra.

## Biografía
Hake nació en la finca de Flatow (ahora parte de Kremmen) en el Margraviato de Brandeburgo. Entró en el Ejército prusiano en 1785. En 1793, mientras servía a las órdenes del Duque Carlos Guillermo Fernando de Brunswick, se distinguió en la Batalla de Pirmasens durante las guerras revolucionarias francesas contra las fuerzas republicanas. Por sus acciones más tarde fue condecorado, el 3 de abril de 1814, con la medalla Pour le Mérite con Hojas de Roble.
Hake fue seleccionado para un puesto en el Ministerio de Guerra en 1809, y sirvió como Ministro de Guerra entre el 17 de junio de 1810 hasta agosto de 1813 cuando fue remplazado por Boyen (tiempo durante el cual atrajo mucha atención por su eficiente preparación de la guerra). Subsiguientemente, comandó una brigada en el IV Cuerpo prusiano (de Bülow) con el rango de mayor general, y se desempeñó con distinción en la Batalla de Waterloo.
En 1819 Hake fue de nuevo seleccionado para Ministro de Guerra. El rey Federico Guillermo III de Prusia le ordenó conducir experimentos con el uso del telégrafo óptico. Hake, sin embargo, se opuso al uso del telégrafo óptico e ideó varios métodos para evitar que los experimentos fueran llevados a cabo. Con éxito retardó los experimentos hasta mayo de 1830. Finalmente abandonó el Ministerio de Guerra en 1833 y murió dos años más tarde, en 1835, en Nápoles, Italia.